# Bracon littoralis
Bracon littoralis är en stekelart som först beskrevs av Blanchard 1948.  Bracon littoralis ingår i släktet Bracon och familjen bracksteklar. Inga underarter finns listade.